# Jason Ricci (album)
Jason Ricci è il primo album di Jason Ricci, prodotto da Billy Gibson e stampato in sole 500 copie. Nell'album figura anche Bobby Little, ex batterista di Earl Hooker.

## Tracce
1. Mississippi Mood – 1:00
2. Boogathology – 3:40
3. Missin' Out – 4:37
4. Three Chord Funk – 3:20
5. I Found Out – 5:28
6. Wish You Would – 5:03
7. Cuttin' with the Button – 4:09
8. Don't Be Afraid – 4:55
9. Hip Shake – 5:52
10. Mississippi Mood (Reprise) – 1:04

## Formazione
- Jason Ricci - armonica, voce
- Bobby Little - batteria, voce
- Carl Shankle - contrabbasso elettrico
- Akira Shimizu - chitarra ritmica, chitarra solista
- Al Rollag - chitarra ritmica, chitarra solista
- Chris Chatfield - chitarra ritmica, chitarra solista